# Anderson Luis da Silva
Anderson Luis da Silva (sinh ngày 22 tháng 12 năm 1972) là một cầu thủ bóng đá người Brasil.

## Sự nghiệp câu lạc bộ
Anderson Luis da Silva đã từng chơi cho Albirex Niigata.

## Thống kê câu lạc bộ

### J.League
| Đội             | Năm       | J.League | J.League | J.League Cup | J.League Cup | Tổng cộng | Tổng cộng |
| Đội             | Năm       | Trận     | Bàn      | Trận         | Bàn          | Trận      | Bàn       |
| --------------- | --------- | -------- | -------- | ------------ | ------------ | --------- | --------- |
| Albirex Niigata | 2003      | 39       | 2        | -            | -            | 39        | 2         |
| Albirex Niigata | 2004      | 12       | 0        | 3            | 0            | 15        | 0         |
| Tổng cộng       | Tổng cộng | 51       | 2        | 3            | 0            | 54        | 2         |